# Lorenzo Lippi
Lorenzo Lippi (Firenze, 1606 – Firenze, 1664) itáliai festő és költő.

## Életpályája
Mint festő, Matteo Rosselli (1578-1650) tanítványa volt. Leghíresebb képei Krisztus a keresztfán, Dávid diadala, Szent Xavér stb.
Lippi költőként nevezetesebb. Egyetlen művében, az Il Malmantile riacquistato című komikus eposzában az van elmondva, hogy a szép Celidora miként hódítja vissza Malmantile nevű várát Bertinellától, aki azt csellel foglalta el tőle, leitatva a várőrséget. A hősköltemény 12 énekében az ilyen ostromokkal járó viszontagságok, párbajok, követségek vannak leírva, igazi jó kedvvel és leleményességgel. Különösen az a figyelemre méltó ebben az eposzban, hogy Lippi bőven kiaknázta benne a legelső olasz népmesegyűjteményt, a Lo cunto de li cunti-t, amiben egészen új nyomokon járt. A Malmantile című műve nem lett népszerű, mert a költő túlságosan sok Firenze-vidéki tájszólással töltötte meg, annyira, hogy a más vidékről való olasz csak kommentárral képes élvezni. Legjobb kiadása a Barbiera-féle, Lippinek Baldinuccitól való életrajzával.

## Képgaléria

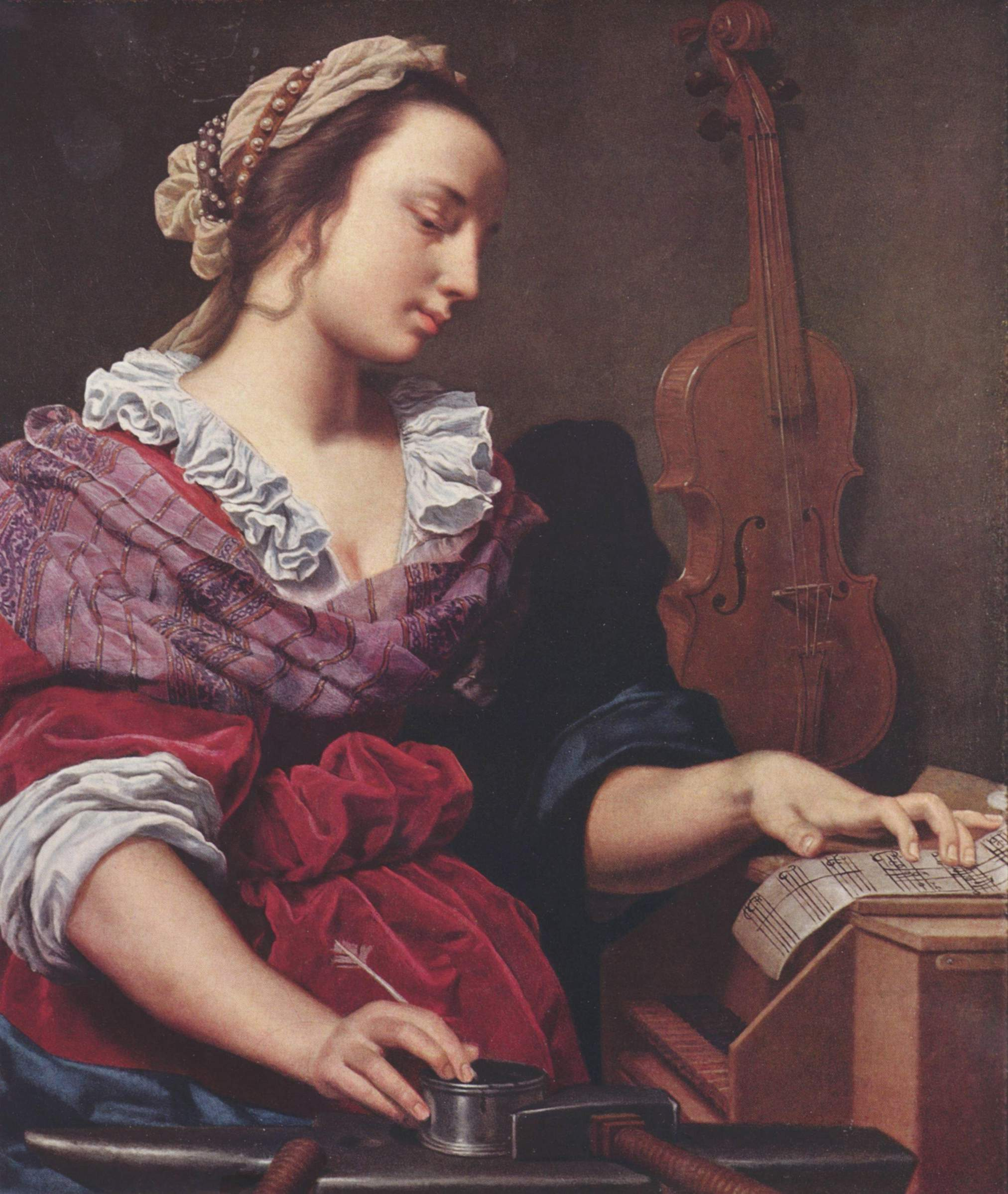
A zene allegóriája[7], 86×72 cm. Róma, A. Busiri Vici gyűjteménye
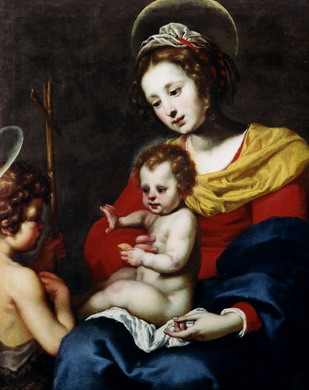
Madonna a kisdeddel és a kis Szent Jánossal[8] 109x72,5 cm. Firenze, Galleria Moretti
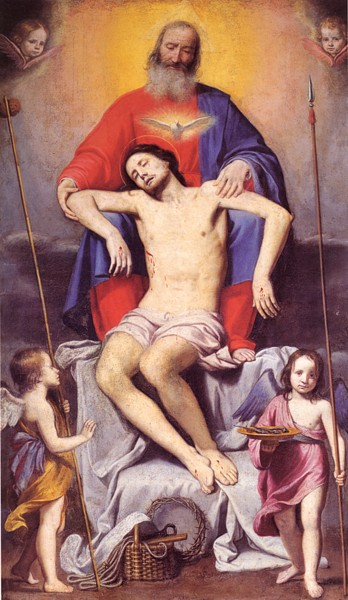
A Szentháromság[9] (1665, az utolsó műve), Chiesa dell'Abbazia di Vallombrosa